# 貴州医科大学
貴州医科大学（きしゅういかだいがく、英語: Guiyang Medical University）は、貴州省貴安新区（貴陽市・安順市）に本部を置く中華人民共和国の国立大学。1938年創立、1950年大学設置。

## 概要
前身は1938年3月1日に設立されの国立貴陽医学院まで遡る。非直属附属医院ではあるが、1909年に貴州省内で最も早く開院した銅仁市人民医院が本学附属医院の一つとして構成している。2019年4月には、直属附属医院の貴州医科大学附属医院で5Gを活用した遠隔医療の実用化が始まっている。

## 沿革
- 1909年 銅仁市人民医院が開院。
- 1935年 安順市人民医院（現・貴州医科大学附属安順中心医院）が開院。
- 1938年3月1日 前身のが国立貴陽医学院が開校。
- 1950年 貴州省人民政府管理下に移行した貴陽医学院に改称。
- 1956年 黔東南州人民医院が開院。
- 1970年 貴州医科大学第二付属病院、貴州医科大学第三附属医院が開院。
- 2007年8月 貴州医科大学付属腫瘍病院が開院。
- 2013年12月 貴州医科大学附属口腔病院が開院。（前身は1941年に開院）
- 2015年4月 貴州医科大学に改称。

## 学部
- 基礎医学院
- 臨床医学院
- 薬学院
- 公共衛生学院
- 成人継続教育学院
- 看護学院
- 研究生院
- 医学検認学院
- 医学影像学院
- 口腔医学院
- 生物与工程学院
- 外国語学院
- スポーツ健康学院
- マルクス主義学院
- 医薬衛生管理学院
- 医学人文学院
- 食品科学学院
- 海外教育学院
- 法医学院/法医司法鑑定センター
- 麻醉学院
- 大健康学院
- 小児科学院
- 神奇民族医薬学院

## 附属医院
直属附属医院
- 貴州医科大学附属医院[2]
- 貴州医科大学第二附属医院（黔東南州第二人民医院）
- 貴州医科大学第三附属医院
- 貴州医科大学附属腫瘍医院
- 貴州医科大学附属白云医院
- 貴州医科大学附属烏当医院
- 貴州医科大学附属口腔医院
- 貴州医科大学附属貴安医院（建設中）

非直属附属医院
- 貴州医科大学附属人民医院（貴州省人民医院）
- 貴州医科大学附属婦女児童医院（貴陽市婦幼保健院）
- 貴州医科大学附属安順中心医院（安順市人民医院）
- 貴州医科大学附属六盤水人民医院（六盤水市人民医院）
- 黔南州人民医院
- 貴州医科大学附属興義医院（興義市人民医院）
- 銅仁市人民医院（湖南吉首大学附属第六医院、湖南医薬学院非直属附属医院、湖南医薬学院銅仁臨床学院、貴州省人民医院緊密型医聯体医院、北京301医院遠程会診聯絡医院、北京中日友好医院和蘇州市立医院技術合作医院）
- 黔東南州人民医院
- 中国人民解放軍第四十四医院
- 上海市浦東新区周浦医院

## 対外関係

### 日本における協定校
部局間学術交流協定
- 千葉大学 真菌医学研究センター